# Baker Tilly International
Baker Tilly International ist ein weltweit tätiges Netzwerk von 161 unabhängigen Unternehmen, die in den Bereichen Wirtschaftsprüfung sowie Steuer-, Rechts- und Unternehmensberatung tätig sind. Die im Verbund organisierten Mitgliedsunternehmen haben in 738 Niederlassungen insgesamt über 27.000 Mitarbeiter und sind rechtlich unabhängig.
Die Mitgliedsunternehmen erwirtschaften einen Umsatz von 3,4 Milliarden US-Dollar; damit ist der Verband der achtgrößte Zusammenschluss dieser Art weltweit. Er operiert in einer auf die vier Regionen Nordamerika, Lateinamerika, Europa (sowie Naher Osten und Afrika) und Asien-Pazifik organisierten Struktur. Baker Tilly International selbst finanziert sich durch Mitgliedsbeiträge, deren Höhe sich nach dem Jahresumsatz des jeweiligen Unternehmens richtet sowie durch Lizenzgebühren, die bei Aufnahme in den Verband fällig werden.
Das Unternehmen ist in 137 Ländern tätig. Dabei wird üblicherweise nach dem Prinzip verfahren, dass in einem Land lediglich eine nationale Kanzlei Mitglied des Verbundes werden soll. Ausnahmen sind Australien, Neuseeland, Kanada, die USA (hier sind 23 unabhängige Gesellschaften Mitglieder von Baker Tilly USA). In Deutschland ist Baker Tilly – bis März 2017 firmierend als Baker Tilly Roelfs, zuvor bis Oktober 2013 firmierend als RölfsPartner – alleiniger Vertreter des Netzwerks.